# Zwarte Piet
Zwarte Piet (traduïble al català com a «Pere el Negre») és el patge que ajuda a Sant Nicolau a repartir regals a la Festa de Sant Nicolau, celebrada als Països Baixos i Bèlgica. Cada any arriba a les costes neerlandeses en el vaixell de vapor de Sinterklaas, procedent d'Espanya, i reparteix joguines als nens que s'han portat bé. Es tracta d'un patge de cara negra que porta un vestit renaixentista, cabell arrissat, gorra amb plomes, arracades daurades i uns llavis grossos i vermells.

## Història
El seu origen és molt dispar: en principi s'inspira en un dimoni que es dedicava a segrestar nens, derrotat per Sant Nicolau i convertit en el seu assistent. Per aquesta raó, s'amenaça als nens que es porten malament amb què Zwarte Piet se'ls emportarà en un sac a Espanya. Altres fonts apunten a un simple servent morisc, un antic esclau etíop que viu amb el Sant perquè aquest va comprar la seva llibertat, i fins i tot un escura-xemeneies que té la cara tacada per lliscar en les xemeneies. El seu aspecte va ser descrit per primera vegada en 1850 pel professor Jan Schenkman en el conte Sint Nikolaas en zijn knecht (Sant Nicolau i el seu servent).
Des de la segona meitat de segle xx, Sant Nicolau està acompanyat per diversos Pieten amb la seva pròpia responsabilitat. Mentre el sant es comporta sempre amb distinció i serietat, els patges són més entremaliats i donen als nens pepernoot (galetes de caramel), kruidnoten (galetes d'espècies) i strooigoed (galetes amb llaminadures), entre altres dolços.

## Controvèrsia
El personatge és objecte de certa controvèrsia entre alguns detractors que el consideren racista, sorgit en una època d'imperi colonial, i fins i tot, suposadament, usat com a insult. Per la seva banda, els defensors de Zwarte Pieten asseguren que és una antiga tradició infantil, sense cap connotació racista. En 2018, la televisió pública va dur a terme un estudi en el qual el 68% dels enquestats defensava mantenir la figura tradicional del Zwarte Piet, davant el 28% que demanava modificar-la.
En 2014 un representant de l'Alt Comissionat de Nacions Unides per als Drets Humans havia demanat al govern neerlandès que revisés el Zwarte Pieten a les cavalcades de Sant Nicolau, perquè podria suposar «una representació estereotipada de l'esclau». Mentre a la majoria de ciutats s'ha mantingut el Zwarte Piet clàssic, algunes ciutats, empreses i cadenes de televisió han fet canvis com incloure persones de diferents races amb la cara tacada de sutge, en comptes de pintar-se-la. La justícia neerlandesa va afirmar en 2018 que el Zwarte Piet clàssic no podia ser prohibit, al·legant que era una tradició popular no exempta de debat.